# 布倫特里鎮足球會
布倫特里鎮足球會（英語：Braintree Town F.C.）是位於英格蘭東部埃塞克斯郡布倫特里（Braintree）的足球俱乐部，現時在英格蘭足球聯賽系統第六級的英格蘭足球全國聯賽南參賽。

## 歷史
球會於1898年以「莊園工程」（Manor Works）的名義成立，是「克里托爾窗戶廠」（Crittall Window Company）屬下的企业队，因而獲得「鐵工」（the Iron）的綽號。新球會取代剛解散的「布倫特里足球會」（Braintree F.C.） 參加「北雅息士聯賽」（North Essex League），同時亦從前球會羅致大部分的球員。期間曾於1900年退賽，但於翌年恢復參賽，並分別在1905/06年、1910/11年和1911/12年奪得冠軍錦標。於1911年球隊同時參加「雅息士及薩福克邊境聯賽」（Essex & Suffolk Border League）的2A組，一直維持參賽至1928年。
1921年球會更名「克里托爾競技」（Crittall Athletic）以顯示其與母公司的關係，於兩度勝出2A組西區聯賽後，在1925年獲升級到邊境聯賽的高級組。直到1928年球會轉投「斯巴達聯賽」（Spartan League），並於1935年成為「東部郡際聯賽」（Eastern Counties League）的創始成員。翌季贏得冠軍後，改投新成立的「雅息士郡聯賽」（Essex County League），隨即取得聯賽亞軍，但新聯賽僅運作了一年便宣佈解散，球隊惟有重返「東部郡際聯賽」。
「東部郡際聯賽」於戰後的1945年未有復辦，球隊參加「倫敦聯賽」（London League）的東區組。於首季取得亞軍後獲提升上超級組。期間兩度贏得聯賽盃後，於1952年重返復辦的「東部郡際聯賽」。1954年球會職業化，但因財困而回復業餘身份，更於1954/55年後降班返回邊境聯賽。於1959/60年球季球隊贏取聯賽及聯賽盃雙料冠軍。1964年轉而參加「大倫敦聯賽」（Greater London League）；1966年再轉投「大都會聯賽」（Metropolitan League）。1968年更名為「布倫特里及克里托爾競技」（Braintree & Crittal Athletic），並於1970年重返「東部郡際聯賽」。1981年球會與「克里托爾窗戶廠」中斷關係，並更名「布倫特里足球會」（Braintree F.C.），直到1983年才採用現今的名稱。1983/84年球會贏得第二次「東部郡際聯賽」冠軍，並於翌季成功衛冕。1986/87年球季球隊奪得「雅息士高級錦標」（Essex Senior Trophy），翌季則贏得聯賽盃。
1991年球隊晉升南部聯賽的南區組。1996年球會要求英格蘭足球總會轉換聯賽以減省舟車勞頓，最初遭到拒絕，其後獲准轉到依斯米安聯賽丙組參賽，但比原來參賽級別低了兩級。首季即取得聯賽亞軍升班，翌季繼續取得升班資格。在甲組逗留3季後，於2000/01年以季軍身份升班超級組。2005/06年球季贏得超級組聯賽冠軍升班到英格蘭足球議會南部聯賽。
2006/07年球季布倫特里晉級升班附加賽，但在決賽0-1不敵沙尼斯貝利（Salisbury City）；翌季再次參加附加賽，於準決賽已遭伊斯特本（Eastbourne Borough）淘汰出局。2010/11年球季球隊終於贏得冠軍錦標，直接升班到英格蘭足球議會全國聯賽。

## 其他球隊
布倫特里鎮A隊參加「首都足球聯賽」（Capital Football League），而前稱U18青年隊的預備隊則在「東部郡際聯賽」（Eastern Counties League）的預備隊南區聯賽 （Reserve South Division）角逐。布倫特里鎮女子隊參加「東南混合女子足球聯賽」（South East Combination Women's Football League）。

## 榮譽
- 英格蘭足球議會南部聯賽
  - 冠軍：2010/11年；
- 英格蘭足球依斯米安聯賽
  - 超級組冠軍：2005/06年；
- 東部郡際聯賽
  - 冠軍：1936/37年、1983/84年、1984/85年；
  - 聯賽盃冠軍：1987/88年；
- 倫敦聯賽
  - 聯賽盃冠軍：1948/49年、1951/52年；
- 雅息士及薩福克邊境聯賽
  - 冠軍：1959/60年；
  - 聯賽盃冠軍：1959/60年；
- 北雅息士聯賽
  - 冠軍：1905/06年、1910/11年、1911–12年；
- 雅息士高級盃
  - 冠軍：1995/96年；
- 雅息士高級錦標
  - 冠軍：1986/87年；

## 外部連結
- 官方網站 （页面存档备份，存于）
- 女子隊官網
- 球迷官網

51°52′31.16″N 0°34′22.64″E / 51.8753222°N 0.5729556°E